# Lempnäs
Lempnäs är en ö i Finland.   Den ligger i kommunen Pargas i den ekonomiska regionen  Åboland  och landskapet Egentliga Finland, i den sydvästra delen av landet, 200 km väster om huvudstaden Helsingfors. Arean är 0,87 kvadratkilometer.
Terrängen på Lempnäs är mycket platt. Öns högsta punkt är 31 meter över havet. Den sträcker sig 1,2 kilometer i nord-sydlig riktning, och 1,6 kilometer i öst-västlig riktning.